# メゼ

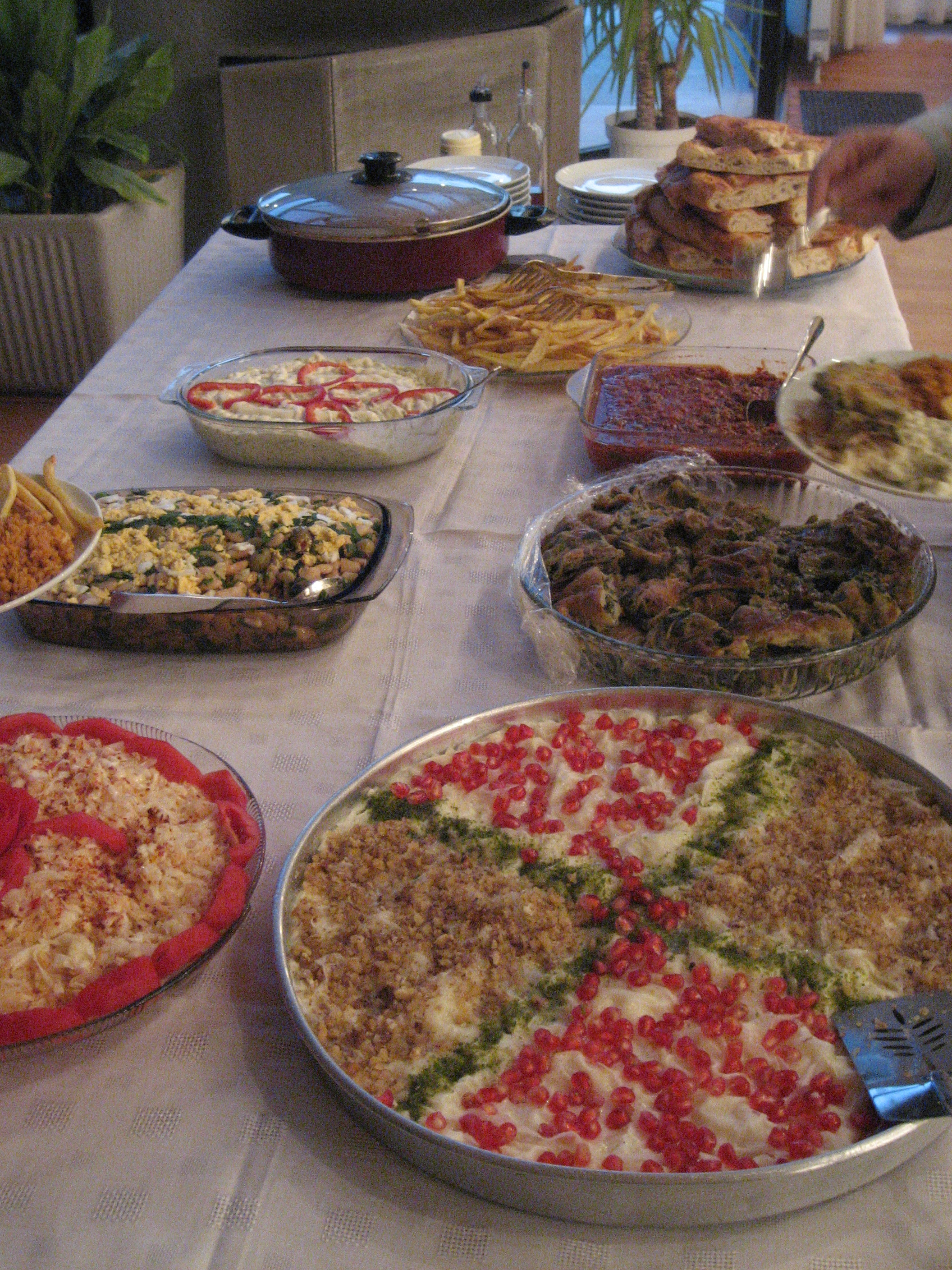
トルコのメゼ

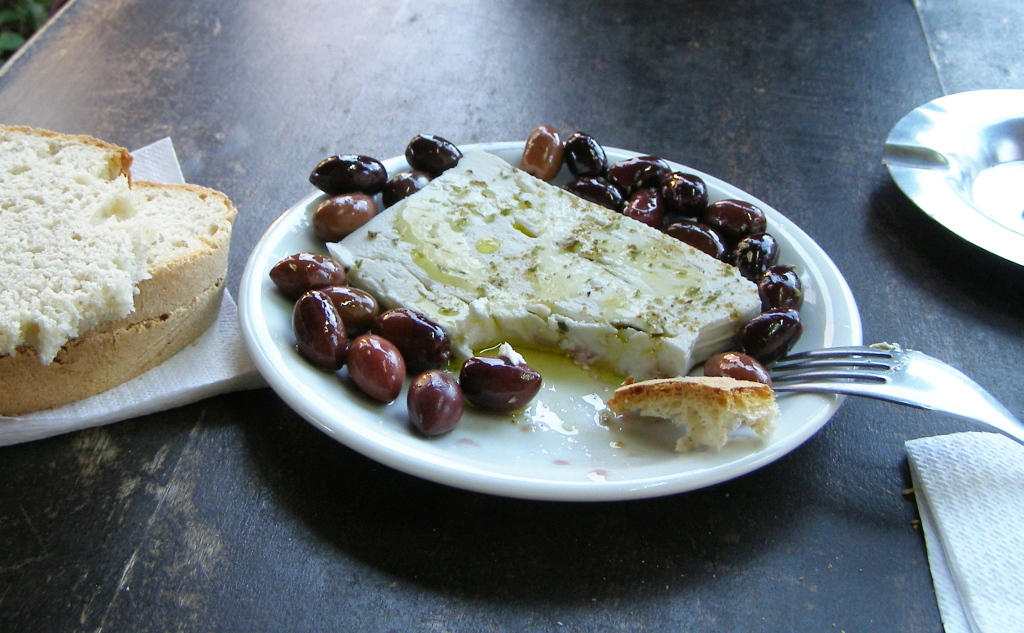
質素なギリシャのメゼ：チーズとオリーブ（フェタをオリーブ・オイルに浸しオレガノをふりかけ、オリーブとパンを添えたもの）

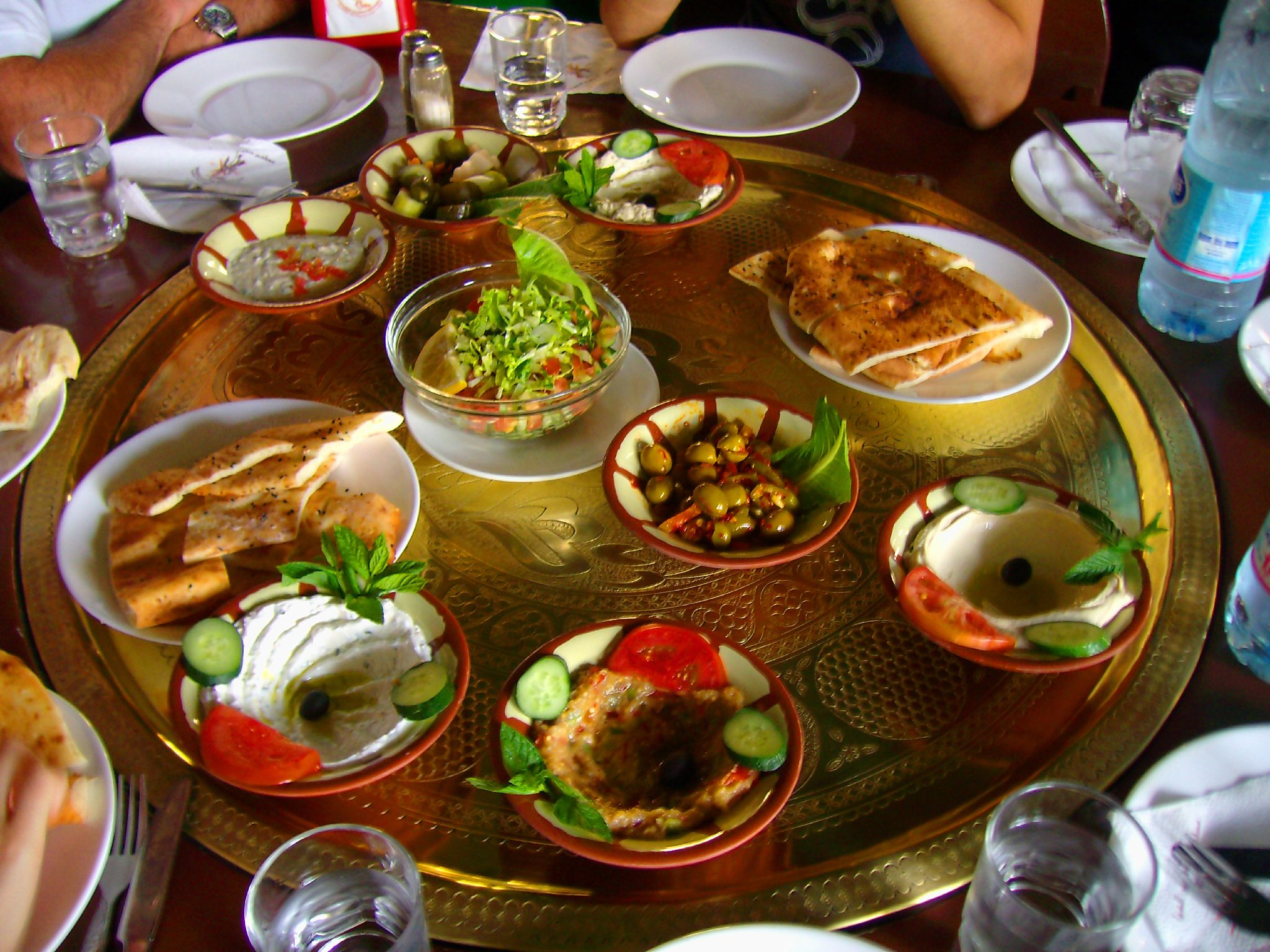
ヨルダンのメゼの食卓

メゼまたはメッゼ（アラビア語 مَزة、ギリシア語 μεζέ、ブルガリア語 мезé、マケドニア語 мéзе、トルコ語 meze）とは、東地中海（南東ヨーロッパ、カフカース、中東、北アフリカ）におけるアペタイザーまたは軽食の一種であり、アラック、ウーゾ、ラクのようなアニスで風味付けしたリキュールや種々のワインといったアルコール類と共に供される料理である。メゼはスペインのタパスやおつまみと似ている。語源はペルシア語で「味わう」を意味する「マジーダン」（mazīdan）から派生した、「味」または「軽食」を意味するペルシア語の「マゼ」（مَزه）に由来する。
レバノン料理をはじめとするアラブ料理およびカフカース地域（特にアルメニアとジョージア）では、この料理はコース料理の一部として、アペタイザーとして供される。アルコール類と共に供されない場合、メゼはアラブ世界では「ムカッビラート」（مقبلات、muqabbilat、「前菜」）と呼ばれる。

## 各国での種類
トルコでは、メゼはラク（アニス風味の食前酒）と共に
メイハネ (Meyhane) と呼ばれる料理店で供される。トルコのメゼには、ベヤズ・ペイニル（beyaz peynir、フェタチーズに似た白いチーズ）、カヴン（kavun、メロン薄切り）、アジュル・エズメ（acılı ezme 、クルミ入りトウガラシペースト）、ハイダリ（haydari、レバントのラブネに似た濃い水切りヨーグルト）、パトゥルジャン・サラタス（patlıcan salatası、冷たいナスのペースト状のサラダ）、カラマル（kalamar ）、エンギナル（enginar、アーティチョークの料理）、ジャジュク（cacık、ザジキに似たキュウリとニンニクのヨーグルト和え）、ピラキ（pilaki、豆や野菜をオリーブ・オイルで炒め煮にした料理）、ドルマやサルマ (sarma) （ブドウの葉やピーマンなどの野菜に肉や米を詰めた料理）、キョフテ（köfte、ミートボール）がある。

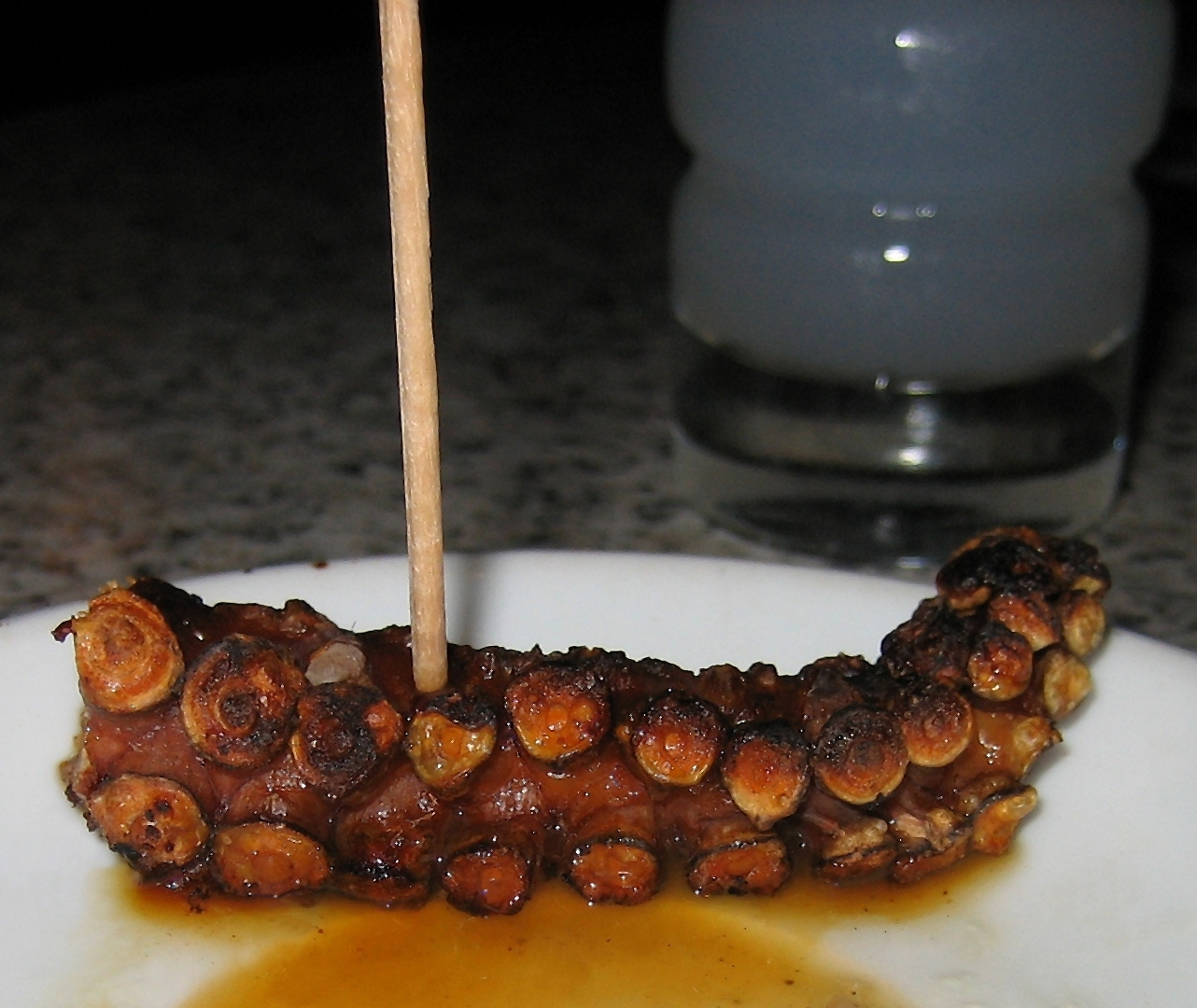
タコの足とウーゾ、ギリシャ

ギリシャとキプロスでは、メゼ、メゼス、あるいはメゼデスというと冷製または温製の、辛味、酸味、塩味のきいた軽食および主菜を少量供したものを指す。十数種類の異なる料理が、複数の小皿あるいは大皿の各部分に少しずつ盛りつけて供される。メゼでは「小さな魚」やグリルしたタコのような魚介類料理、小皿に盛ったサラダ、カラマタ産オリーブ、煮たエンドウマメ、揚げた野菜、メリザノサラタ（melitzanosalata、ナスのペースト状のサラダ）、タラモサラタ（カラスミやたらこをパンやマッシュポテト、レモン果汁、酢やオリーブ・オイルと混ぜた料理）、ナッツとドライフルーツ、サガナキと呼ばれる焼きチーズ、および様々なギリシャのヒツジ、ヤギ、またはウシのチーズ（フェタ、カセリ、ケファロティリ、グラヴィエラ、マヌリ、メツォヴォーネ、ミジトラ等）が供される。他の小皿料理には、ベクリメゼ（肉のシチュー）、ケフテデスやスズカーキャのようなミートボールがある。メゼは「メゼドプリオン」（mezedopoulion）と呼ばれるレストランで飲み物と共に供される他、ウーゾやチプロ (Tsipouro) のような飲料を供するチプラディコやウゼリと呼ばれるカフェでも供される。タベルナやエスティアトリオといったレストランもまたメゼをオレクティコ（orektiko、前菜）として供する。ちょっとした集まりでも通常、ホストは客にメゼを振る舞う。クラソメゼデス（Krasomezethes、ワインのメゼ）はワインに適するメゼであり、ウーゾメゼデス（Ouzomezethes）はウーゾに合うメゼである。

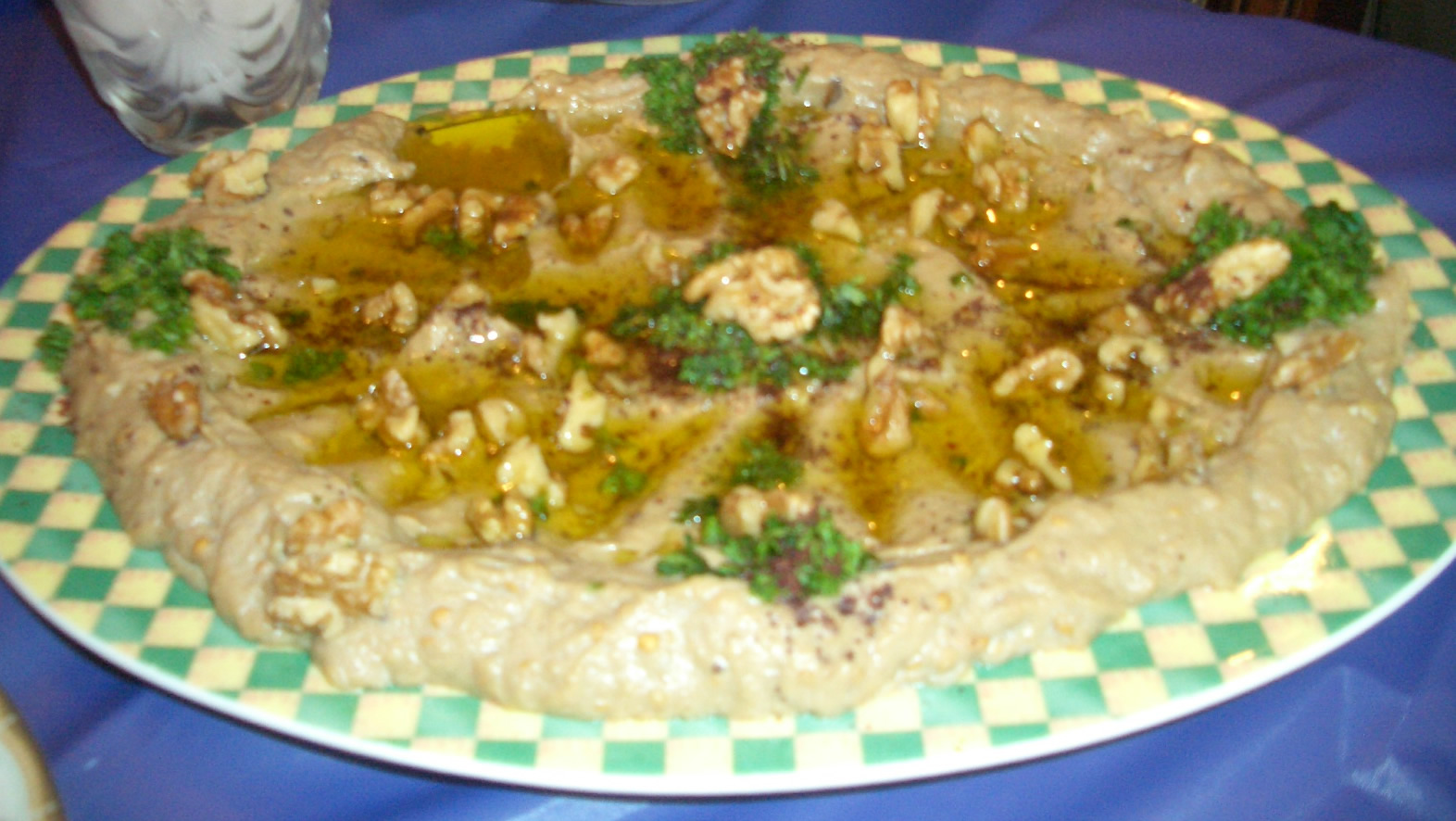
シリア風ババ・ガヌージュ

レバノンおよびキプロスで、メゼは食事となることもある。菜食のメゼの他、肉または魚のメゼがある。食卓に一度に4〜5皿が出され、通常5〜10種類の組合わせがある。料理には決まった順序があり、オリーブ、タヒーニ（ゴマペースト、英: Tahini）、サラダおよびヨーグルトの後に野菜と鶏卵料理が続き、次に肉料理と魚料理の小皿が特別な付け合わせと共に出され、最後に魚を丸ごと用いた料理や肉のシチューやグリルが主菜として供される。料理店ごとに異なる料理が供され、店ごとに名物料理があるが、順序の傾向は同じである。供される料理は自然と季節を反映する。例えば晩秋には、巻貝が肉のメゼの旬の具材となる。大量の料理が供されるが、すべての料理を食べ終える必要はない。客はお互いにメゼを交換して食べたりもする。キプロスではメゼは社交行事である。

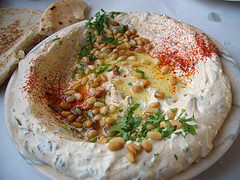
フンムス、イスラエル

セルビアで、メゼにはチーズ、カイマック（凝固したスイギュウのクリーム）、サラミ、燻製ハム、クーレン（Kulen、風味付けソーセージ）、様々な種類のパンがある。一方ボスニア・ヘルツェゴビナで、メゼには通常、固いチーズやクリーミーなチーズ、カイマックまたはパヴラカ（pavlaka）として知られるスメタナ、スホ・メソ（suho meso、乾燥させた塩味の燻製牛肉）、ピクルスおよびスジュック/スジュク（sudžuk、乾燥した辛いソーセージ）がある。
アルバニア式のメゼの大皿には通常、プロシュット、サラミ、フェタに似た塩水漬けチーズ、オリーブ・オイルとニンニクでマリネした焼いたピーマンや緑オリーブを添えて供される。
北アフリカのピエ・ノワールの食文化では、メゼに似たケミア（kémia）という前菜をとる習慣がある。

## その他のメゼ

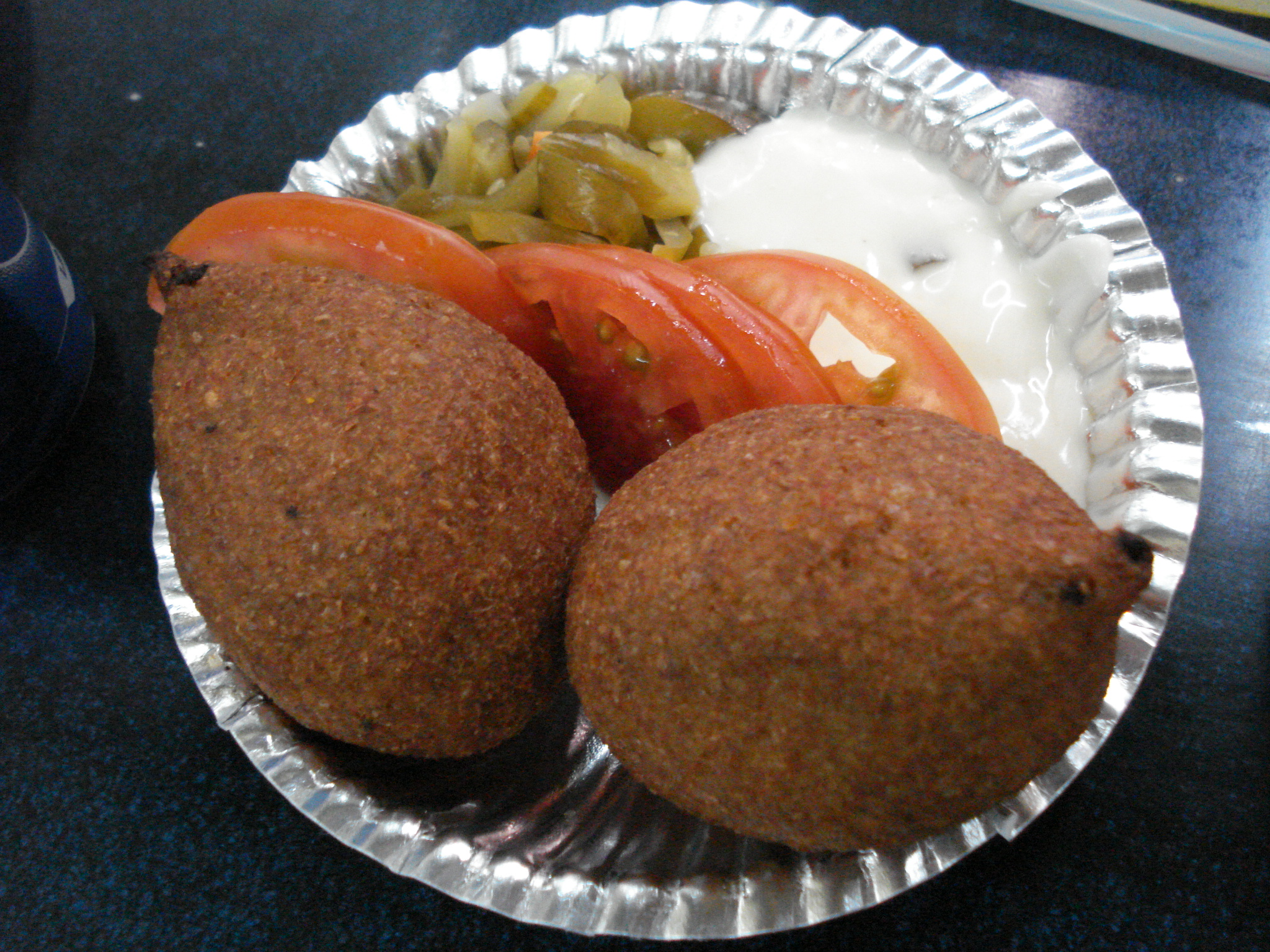
キッベ

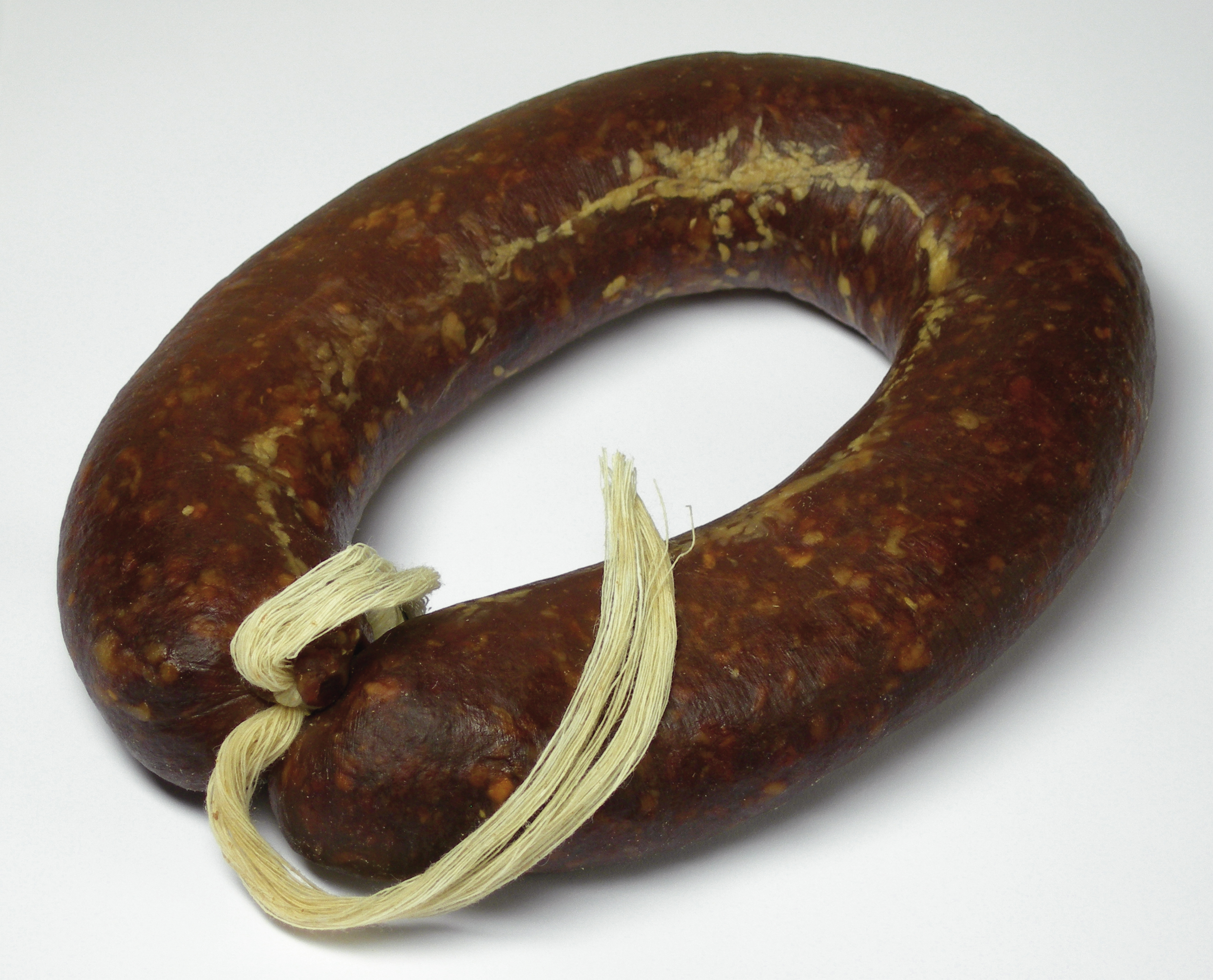
トルコのスジュク

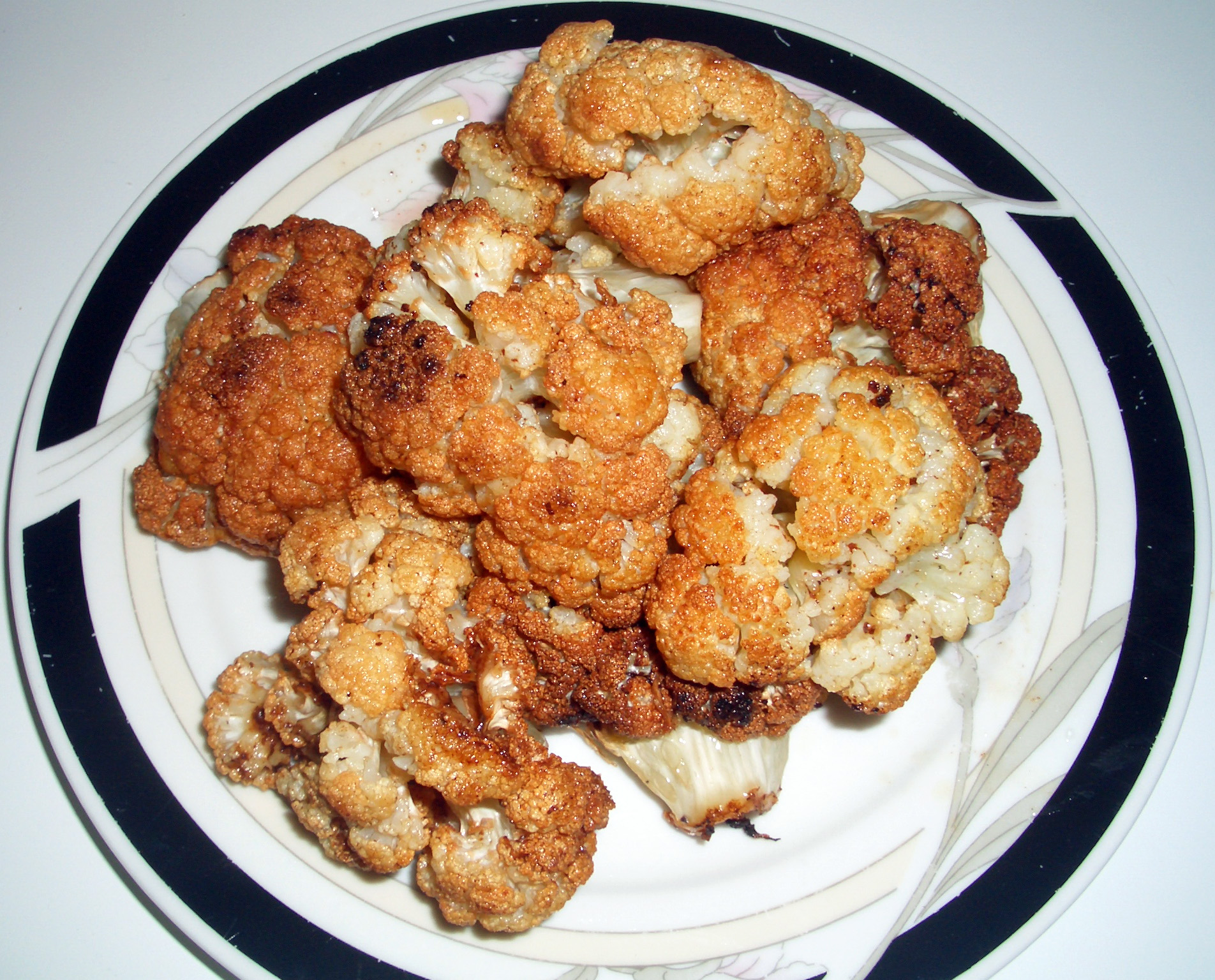
揚げカリフラワー

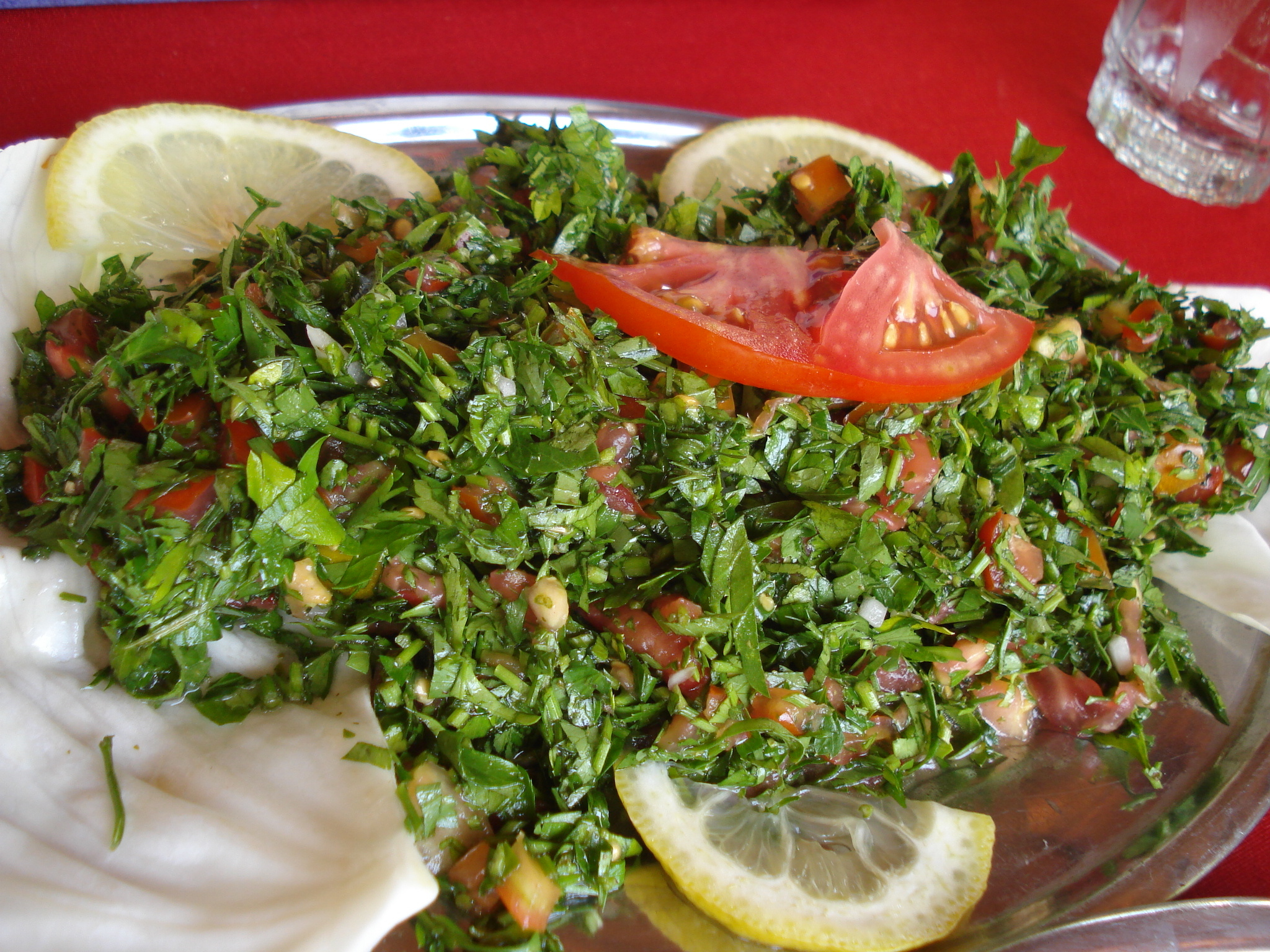
タッブーレ

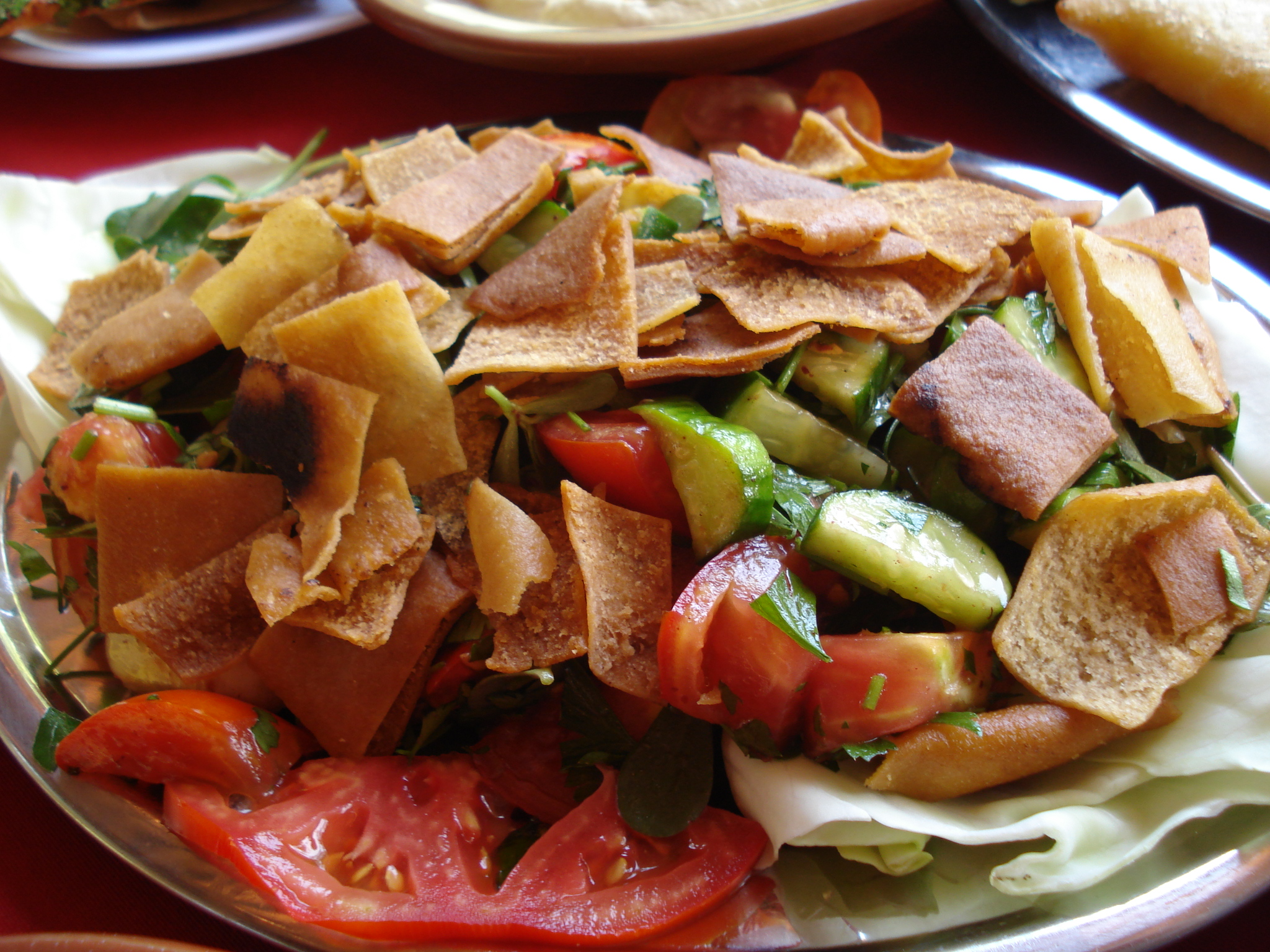
ファットゥーシュ

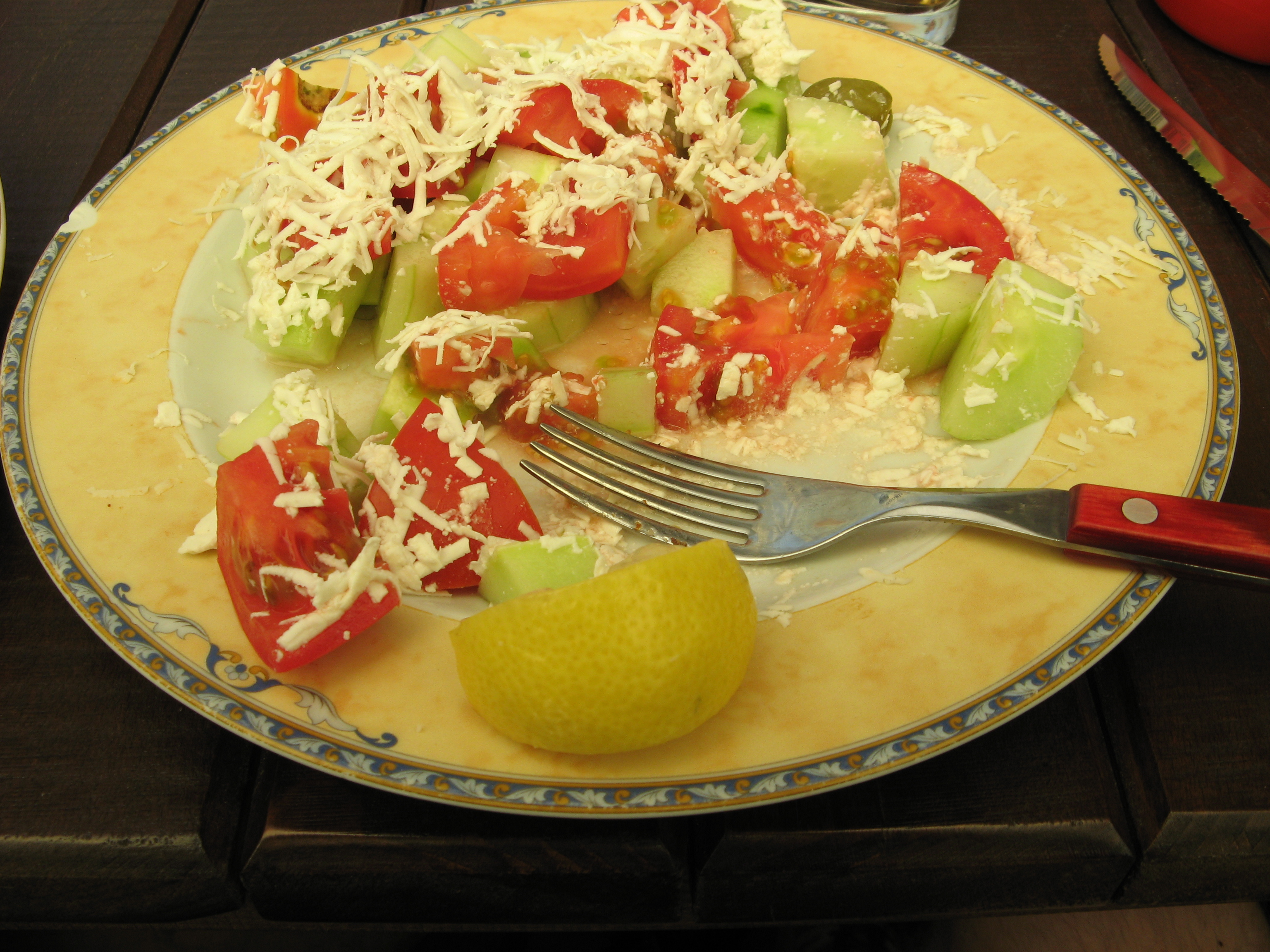
ショプスカ・サラタ

キプロス、イスラエル、レバノン、パレスチナ地域、およびシリアで一般的なメゼ：
- ババガヌーシュ（بابا غنوج  (Baba ghanoush) ）またはムタッバル（متبل Mutabbal）- 焼いてすりつぶしたナスにタヒーニやニンニクなど様々な調味料を混ぜた料理
- フンムス（حُمُّص بالطحينة）- 調理してすりつぶしたヒヨコマメのディップまたはスプレッド
- フンムス・ビッラハム（حمص بللحم hummus bi'l-lahm）肉入りフンムス
- キッベ（كبة） - ブルグール (Bulgur) 、挽き肉、香辛料を合わせて作った料理。トルコ語ではイチュリ・キョフテ（İçli Köfte）。
- キッベ・ナッイェ（كبة نية Kibbeh nayyeh）- ブルグール、生の子羊挽き肉、香辛料を混ぜ合わせた料理
- マカニク（maqaniq）またはスジュク（سجق、sudžuk）香辛料で味付けした子羊肉と牛肉のソーセージ
- ザハラ・メクレーヤ（زهره مقليه）またはカルナビート・メクリー（قنبيط مقلي、 (Fried cauliflower) ）- 揚げカリフラワー
- 若鳥の丸焼き
- ラバン（لبن）- ヨーグルト
- ラブネ（لبنة  (labneh) ）- 水切りヨーグルト
- シャンクリーシュ（شنكليش  (Shanklish) ）- 牛や羊の乳のチーズ
- ムハンマラ（محمرة  (Muhammara) ）- 挽いたクルミ、パン粉、ニンニク、塩、レモン果汁、オリーブ・オイルを混ぜた唐辛子のディップ
- パストゥルマ  (Pastırma) - 味つけして乾燥した牛肉
- タッブーレ/タッブーリ（تبولة  (Tabbouleh)  - ブルグールとパセリ、ミント、トマト、青ネギの微塵切り、レモン果汁、オリーブ・オイルなどから成るサラダ
- ファットゥーシュ（فتوش  (Fattoush) 、南トルコではFatuş）- 自家製野菜と焼いたピタを切ったものを混ぜたサラダ
- サラタ・ジャルジール（سلطة جرجير salatat jarjir）- ルッコラサラダ
- アーティチョークサラダ

ブルガリアで一般的なメゼ：
- ルカンカ（Луканка  (Lukanka) ）- 香辛料入りソーセージ
- スジュック/スジュク（суджук）- 乾燥した辛いソーセージ
- シレネ（сирене  (Sirene) 、フェタに似た白い塩水漬けチーズ）の料理
- ショプスカ・サラタ（Шопска салата  (Shopska salata) ）- トマト、キュウリ、タマネギ、焼いた唐辛子、シレネのサラダ